# Chamar
Chamar är en av Indiens kaster som länge setts som oberörbara. Av det hinduiska samhället ses chamer som daliter, alltså kastlösa. Chamar bor till största del i norra Indien.
Sedan 1936 tillhör Chamar Scheduled castes inom Indiens moderniserade kastsystem. Detta har lett till att Chamar får positiv särbehandling när det kommer till till exempel utbildning och statlig anställning.
Chamar består av mer eller mindre rena avkomlingar av de urinvånare indoarierna fann före sig vid sin invandring till Indien.[källa behövs]